# آش لخشک
آش لخشک یا لشخک نوعی آش رشته‌است. رشته را نازک و پهن می‌برند و با سبزی و مواد دیگر می‌پزند و چاشنیش کشک است و گاه سیرداغ هم بر سر دارد. روی آن قیمه هم می‌ریزند.

## نام
پروین گنابادی در وجه نام گذاری لشخک: در عربی اطریه(به کسر همزه و ر و فتح ی)نوعی از طعام که به فارسی آن را لاخشه گویند.
(صحاح ج ۶ ص ۲۴۱۲)در فردوس و گناباد(لخشک)را بر نوعی آش می‌گویند که تکه خمیر را می‌برند و در آب می‌پزند در برابر آش رشته و آش جوش پره و آن را آش برگ هم گویند.
صاحب برهان در ذیل لاخشه می‌نویسد:
به معنی الخشته(بکسر خ و فتح ت)نوعی از آش آرد باشد گویند آش تتماج است. در حاشیه برهان کلمه را به صورتهای ذیل که در برهان به همین معنی آمده‌است قید کرده‌اند: لاکشته، الکشه. لاخشه. لاکچه. لخشک. الاخشه. «الطبیخ ص ۲۴»نوعی رشته، رشته‌ای که لوزی برند. آشی که از آن پزند.(حاشیه برهان)در لغتنامه در ذیل لاخشه آمده‌است: لاخشته... تتماج(دستور اللغه)توتماج(زمخشری)معرب لاکشه (مجمل)لخشک. لاکشته. قسمی رشته، جون عمه. عویته... لاکچه. لطیفه. لاخوسته. لاخوشه
 . که شاید لهجه‌های مختلف باشد. و هم در لغت‌نامه در ذیل اطریه معنی‌های:ماهیچه، نوعی از طعام اهل شام آش رشته. تجماج و نشاسته. اکرا(بضم همزه)نوعی آش آردینه نماچ. حلوای رشته و مانند اینها از(منتهی الارب)و(آنند راج)و(برهان)و(ناظم الاطبا) و(غیاث)و(مهذب الاسماء)و دیگر متنهای لغت نقل شده‌است.
(۱)حرف(ط)به حرکت ممکن است تلفظ شود(فتح و ضم و کسر). همان متن.